# Alice Thiberg

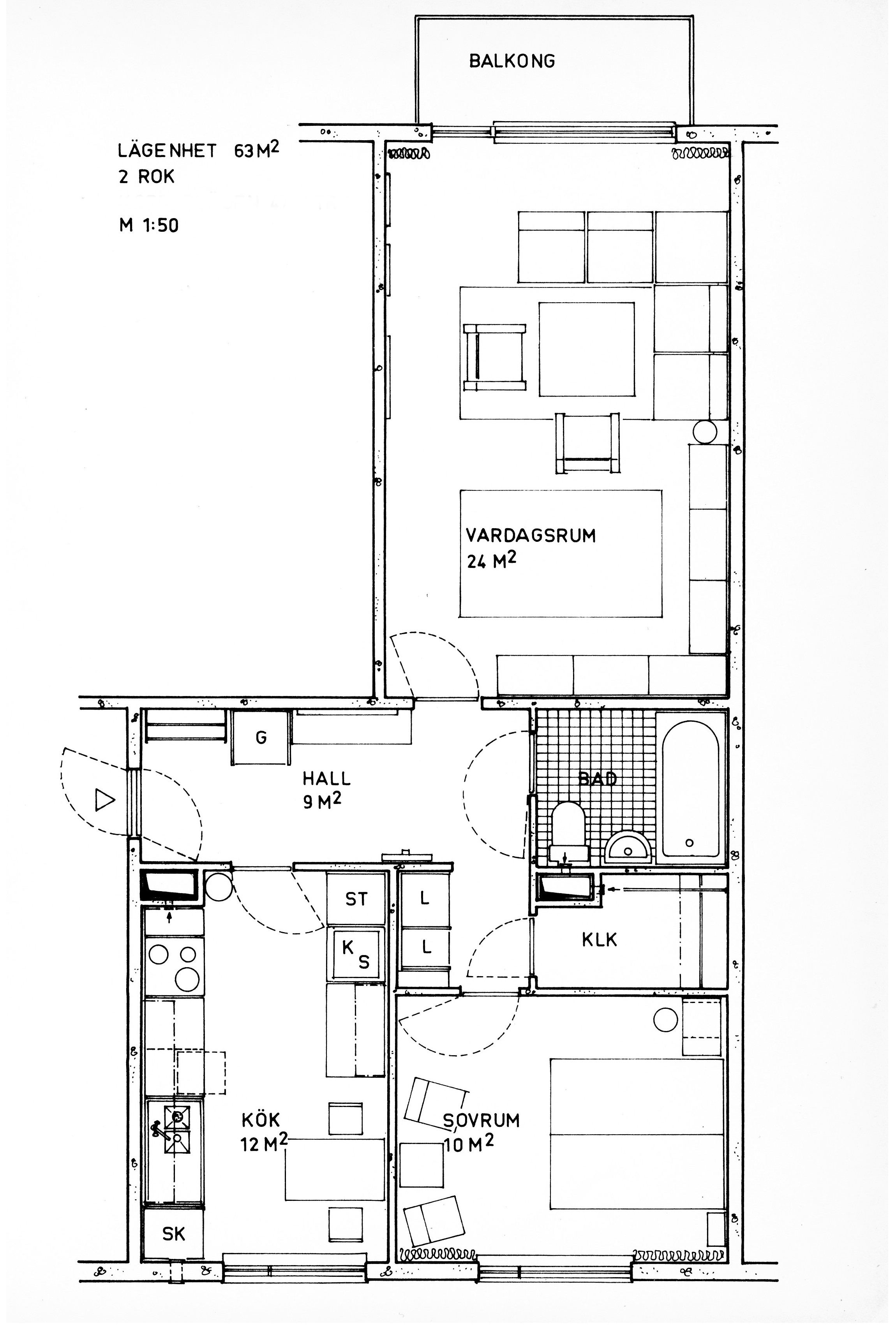
Planritning för en svensk standardbostad om två rum och kök med storlek 68 m² från 1968.

Alice Thiberg, född 2 februari 1929 i Västra Vrams församling, Kristianstads län, är en svensk arkitekt. På grund av sitt omfattande arbete med bostadens och speciellt kökets utformning kallas hon ibland Fru Kök och Sveriges ledande köksexpert.
Alice Thiberg är i grunden utbildad arkitekt men började redan tidigt att intressera sig för standardiseringsfrågor beträffande bostadens utformning, speciellt kökets. Hon utbildade sig till arkitekt på Chalmers i Göteborg och fick därefter en anställning på Zimdahls arkitektkontor i Göteborg.  1957 började hon en tjänst på Chalmers som institutionsassistent i arkitekturhistoria. Thiberg har även bedrivit egen arkitektverksamhet där hon bland annat haft en tillfällig utställning om bostadens mått.
Under åren 1968-1972 genomförde Alice Thiberg utredningar för Statens institut för byggnadsforskning samt Konsumentinstitutet, dessa var främst inriktade på kök och planutformning av bostadsrum. Hon studerade bland annat arbetshöjder och räckhöjder som hon  publicerade 1968 BFR-rapporten Planutformning av kök: förslag till inredningsmått och plantyper. Från år 1972 och fram till sin pension var hon anställd på Konsumentverket. Där arbetade hon bland annat med planering av bostadens utformning, inredning och utrustning utifrån kundernas perspektiv.
Alice Thiberg har på uppdrag av Byggstandardiseringen och SIS Swedish Standards Institute skrivit boken Kök, planering och utformning. Handbok för projektörer och tillverkare, SIS Förlag, 2007.
Alice Thiberg är gift med arkitekt Sven Thiberg, f d professor i byggnadsfunktionslära vid KTH-Arkitektur med erfarenhet av handikappfrågor, inredningsstandardisering, Svanenmärkning och socialt inriktad arkitekturforskning samt medlem i Arkitekter utan gränsers rådgivande kommitté.